# NGC 6942
NGC 6942 is een balkspiraalstelsel in het sterrenbeeld Indiaan. Het hemelobject werd op 9 juni 1836 ontdekt door de Britse astronoom John Herschel.

## Synoniemen
- ESO 186-73
- AM 2036-542
- PGC 65172